# Portretul unei tinere doamne
Portretul unei tinere doamne este o pictură realizată în 1500, aflată la National Gallery of Art din Washington, D.C.. Acest tablou este considerat ca fiind lucrat în atelierul lui Leonardo, deși artistul a rămas neidentificat.